# 1925 Franklin-Adams
Az 1925 Franklin-Adams (ideiglenes jelöléssel 1934 RY) a Naprendszer kisbolygóövében található aszteroida. Hendrik van Gent fedezte fel 1934. szeptember 9-én.